# Spilogona concolor
Spilogona concolor este o specie de muște din genul Spilogona, familia Muscidae. A fost descrisă pentru prima dată de Stein în anul 1920. Conform Catalogue of Life specia Spilogona concolor nu are subspecii cunoscute.